# Verive I Corcorúnio
Verive (em armênio: Վրիվ; romaniz.: Vriv) foi um nobre armênio (nacarar) do século V da família Corcorúnio, ativo durante o reinado do xainxá Isdigerdes II (r. 438–457).

## Nome
Verive (Վրիվ, Vriv) é um nome armênio, cuja origem é incerta. Pensa-se que pode ser iraniano. Ferdinand Justi propôs que o nome signifique "pernas arqueadas" e está relacionado ao persa novo wurīb / urīb e ao grego raibós (ραιβός).

## Contexto

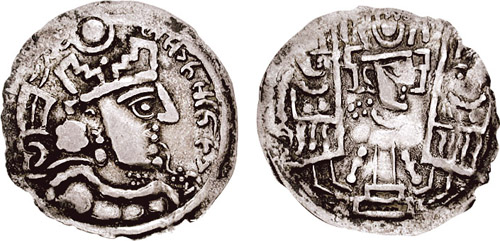
Dracma de r.

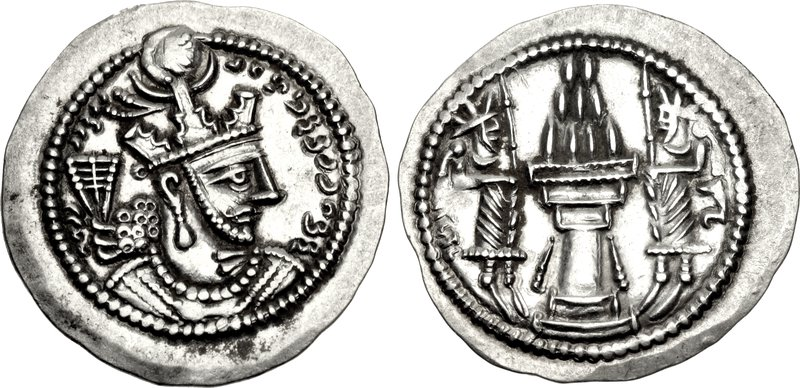
Dracma de r.

Em 428, os nacarares da Armênia peticionaram ao xainxá Vararanes V (r. 420–438) para que destronasse o rei Artaxias IV (r. 422–428) e abolisse a dinastia arsácida. Para governar o país, Vemir-Sapor foi nomeado como marzobã e e Vaanes II foi designado à tenência real. Vemir-Sapor morreu em 442, após uma administração considerada justa e liberal, na qual conseguiu manter a ordem sem ferir o sentimento nacional de frente. Vasaces I substituiu-o como marzobã. Vararanes permitiu a manutenção do cristianismo, enquanto procurava acabar com a influência do Império Bizantino sobre a Igreja da Armênia ao anexá-la à Igreja do Oriente. Contudo, seu filho e sucessor, Isdigerdes II (r. 438–457), era um pietista masdeísta e se comprometeu a impor o masdeísmo na Armênia.

## Vida
A parentela de Verive é desconhecida, exceto que pertencia à família Corcorúnio e detinha o título de malcaz (título gentilício hereditário entre os Corcorúnios), o que indica que era chefe (naapetes) de seu clã. De acordo com Lázaro de Farpe, esteve presente no Concílio de Artaxata convocado pelo católico José I, o marzobã Vasaces Siuni, o asparapetes Vardanes II e o vitaxa da Marca da Ibéria Axuxa II. A intenção do encontro, ocorrido em 450 segundo Nicholas Adontz, era responder ao edito enviado por Mir-Narses, em nome de Isdigerdes, que exigia que a nobreza armênia se convertesse ao zoroastrismo.